# Calviac
Calviac är en kommun i departementet Lot i regionen Occitanien i södra Frankrike. Kommunen ligger i kantonen Sousceyrac som tillhör arrondissementet Figeac. År 2018 hade Calviac 149 invånare.

## Befolkningsutveckling
Antalet invånare i kommunen Calviac
| Referens: INSEE |